# Murava
Murava (også kendt som Morena, Marzanna eller Mora) er i vendisk mytologi gudinde for hekseri, vinter og død.